# ベアリッジ
株式会社ベアリッジ（ 英: BEARIDGE CORPORATION ）は、愛知県常滑市に本社を置く日本の通信機器メーカー。貿易・輸出入業務も行う。
創業当時は主に自動車、バイク関連商品を輸入し、ECサイトで通信販売を行う。2012年にオリジナル商品として「BRIDGECOM V5」を発売。通信機器の製造販売を開始。2015年には通信機器製品に特化したオリジナルブランド「B-EAR(ベアー)」を立ち上げ、BRIDGECOMシリーズの製品を販売する。

## 沿革
- 2008年11月 - 愛知県東海市にて中橋康太郎が創業。
- 2009年4月 - 現在の社名で商号登記。株式会社となる。資本金30万円。
- 2010年4月 - 自動車、バイク関連商品の輸入を開始。
- 2011年5月 - 愛知県知多市へ事務所移転。
- 2013年12月 - 愛知県常滑市へ事務所を移転。資本金を500万円に増資。
- 2015年8月 - 通信機器のオリジナルブランド「B-EAR」を立ち上げ。
- 2018年4月 - 資本金を1,000万円に増資。
- 2020年11月 - 愛知県常滑市、新社屋へ移転。
- 2021年8月 - ペット事業「トワテラ」のサービスを開始。
- 2021年10月 - ヘルスビューティーケア事業「アンバーハニー」のサービスを開始。
- 2022年1月 - 飲食事業「ぶんみつあん」のサービスを開始。
- 2023年3月 ‐ サッカーＪ３リーグにおいて、レフェリーコミュニケーションシステムとして　BIRDGECOM X10アスリートとボイスナイパー アドバンスが導入される。

## 製品
- B-EAR製品
  - BRIDGECOM(ブリッジコム) シリーズ 
    - 小電力多人数同時通話トランシーバー「BRIDGECOM X10 アスリート」
    - 小電力多人数同時通話トランシーバー「BRIDGECOM X10 コンパクト」
    - 小電力多人数同時通話トランシーバー「BRIDGECOM X10」
    - 小電力多人数同時通話トランシーバー「BRIDGECOM X5」
    - マルチ音声ガイドシステム「BRIDGECOM GS」
    - ワイヤレスディスカッションシステム「BRIDGECOM LT」
    - ラジオレシーバー「BRIDGECOM R2」

  - VoiSniper(ボイスナイパー) シリーズ
    - VoiSniper アドバンス (BRIDGECOM用)
    - VoiSniper RFX (BRIDGECOM用)
    - VoiSniper RFI (スマホ用)